# Mônica Carvalho
Mônica Rodrigues Carvalho est une actrice brésilienne née le 28 mars 1971 à Rio de Janeiro (Brésil).